# 英国工人阶级状况
英国工人阶级状况是弗里德里希·恩格斯于1845年出版的一本關於维多利亚时代英國产业工人阶级的书籍。該著作也是恩格斯的第一本著作，原文为德文，英文译本于1887年出版。1842年至1844年期間，恩格斯在工业革命中心城市索爾福德和曼彻斯特定居，書的內容來自他自己的亲身經歷、所見所聞以及同時代的其他資料。1844年，就在卡尔·马克思與恩格斯第二次见面后，恩格斯就把這本書推薦給马克思。马克思读了这本书後深受感动。 马克思因而相信，工人阶级是促成革命的重要推手。 
恩格斯在書中批評了工業化。恩格斯认为工业革命讓工人的境况变得更糟。例如在索尔福德、曼彻斯特和利物浦等大型工业城市，因疾病（如天花、麻疹、猩红热和百日咳）造成的死亡率是周边乡村的四倍，因抽搐造成的死亡率则是周边乡村的十倍。曼彻斯特和利物浦的总体死亡率明显高于英國全国平均水平。恩格斯還認為产业工人的收入比工业化前的同龄人的收入要更低，而且英国的现代化加剧了社会的两极分化与阶级对立。